# 押尾健一
押尾 健一（おしお けんいち、1971年7月3日 - ）は、千葉県出身の元プロ野球選手（投手）。

## 来歴・人物
横芝中学校時代から投手として高い評価を受け、強豪の東海大浦安高から勧誘を受けたが、心臓に持病のある母のために自宅近くにいたいなどの理由で同じく誘いのあった成東高に進学。速球は高校の先輩である鈴木孝政に匹敵すると言われたが、1年夏に左足アキレス腱を故障して3ヶ月入院している。3年春には右ひじを故障したが、夏の県大会ではシュートやカーブを武器に全7試合を一人で投げきって71奪三振、7失点の成績を残した。決勝では知野公昭らを擁する拓大紅陵高を5安打完封で破り、チームの選手権大会初出場に貢献した。選手権大会では、初戦で智弁和歌山高に延長11回の末2-1で勝利、2回戦で福岡大大濠高に0-4で敗退した。
高校3年生の秋までは、早稲田大学への進学を希望していた。しかし、1989年のドラフト会議でヤクルトから4位で指名されたことを受け翻意し、契約金4,000万円、年俸420万円（金額は推定）という条件で入団した。
1991年に、アメリカ・マイナーリーグ1Aのサリナス・スパーズへ派遣されるなど期待されたが、制球に安定性がなかった。
1998年にようやく一軍初登板を果たす。この年には2試合に登板。
1999年には登板機会がなく、シーズン終了後に現役を引退した。
2000年以降も、打撃投手兼スコアラーとしてヤクルトに在籍。
2014年までは、打撃投手兼チーフスコアラーとして、一軍の試合中にベンチ内でバッテリーの配球傾向などを分析していた。
現役時代のチームメイトだった一軍チーフ打撃コーチの真中満が一軍監督へ昇格した2015年には、新設ポストの「一軍戦略担当スコアラー」へ異動。真中が春季キャンプ中のミーティングで、ナインに対して「押尾が言っていることはコーチと同じ」と伝えるほど厚い信頼関係を背景に、作戦面でチームの14年振りセントラル・リーグ優勝に貢献した。
2016年には、戦略担当スコアラーに加えて、新設ポストの「一軍戦略コーチ」を兼務。
2017年には、一軍戦略コーチに加えて、一軍の投手コーチ補佐も務めた。一軍のリーグ最下位に伴う真中の監督退任を機に、同年限りで一旦退団した。
2019年からスコアラーとしてヤクルトに復帰。
2021年からはスカウトを務める。

## 詳細情報

### 年度別投手成績
| 年 度     | 球 団     | 登 板 | 先 発 | 完 投 | 完 封 | 無 四 球 | 勝 利 | 敗 戦 | セ 丨 ブ | ホ 丨 ル ド | 勝 率 | 打 者 | 投 球 回 | 被 安 打 | 被 本 塁 打 | 与 四 球 | 敬 遠 | 与 死 球 | 奪 三 振 | 暴 投 | ボ 丨 ク | 失 点 | 自 責 点 | 防 御 率 | W H I P |
| --------- | --------- | ----- | ----- | ----- | ----- | -------- | ----- | ----- | -------- | ----------- | ----- | ----- | -------- | -------- | ----------- | -------- | ----- | -------- | -------- | ----- | -------- | ----- | -------- | -------- | ------- |
| 1998      | ヤクルト  | 2     | 0     | 0     | 0     | 0        | 0     | 0     | 0        | --          | ----  | 11    | 2.0      | 1        | 1           | 4        | 0     | 0        | 3        | 0     | 0        | 1     | 1        | 4.50     | 2.50    |
| 通算：1年 | 通算：1年 | 2     | 0     | 0     | 0     | 0        | 0     | 0     | 0        | --          | ----  | 11    | 2.0      | 1        | 1           | 4        | 0     | 0        | 3        | 0     | 0        | 1     | 1        | 4.50     | 2.50    |

### 記録
- 初登板：1998年5月12日、対広島東洋カープ7回戦（草薙球場）、8回表に5番手で救援登板・完了、1回無失点
- 初奪三振：同上、8回表に笘篠賢治から

### 背番号
- 63 （1990年 - 1999年）
- 83 （2000年 - 2003年）
- 101 （2004年 - 2015年）
- 81 （2016年 - 2017年）